# Conchoecissa plinthina
Conchoecissa plinthina är en kräftdjursart som först beskrevs av G. W. Müller 1906.  Conchoecissa plinthina ingår i släktet Conchoecissa och familjen Halocyprididae. Inga underarter finns listade i Catalogue of Life.